# Dóczy József (szerzetes)
Dóczy József, született: Hegedűs József (Bodajk, 1779. március 9. – Szentgotthárd, 1856. március 5.) cisztercita rendi szerzetes, pap, tanár.

## Élete
Hegedűs János és Lelkes Éva fiaként született. Tanult Székesfehérvárott, a retorikát Komáromban Doszlern bencés rendi szerzetes alatt, a filozófiát Pozsonyban végezte; azután a székesfehérvári papnevelőbe lépett; 1803. március 20-án pappá szentelték. Káplán volt Szenterzsébeten en, Mucsinban, Mágocson, Pécsett, Mozsgón (akkor Somogy vármegyéhez tartozott); plébános Bölcskén. Ekkor nevelőnek ment Batthyányi Antal grófhoz. Időközben a szerzetességhez érzett hivatást és 1813-ban Heiligenkreuzban (Ausztria) a ciszterci rendbe lépett. 1814. november 1-jén letette az ünnepélyes fogadalmat. Kezdetben Heiligenkreuzban az énekes fiúk elöljárója (praefectus) volt; majd hosszú ideig lelkészkedett Nagyfalván, Vas vármegyében. 1834-ben Szentgotthárdon magyar hitszónok lett. 1843-ban alperjelnek és spirituális lett Heiligenkreuzban, ahol az újoncokat és a többi növendéket a magyar nyelvre oktatta. Betegsége súlyosbodván Szentgotthárdra vonult, ahol mint gyóntató működött.

## Munkái
- Európa tekintete jelenvaló természeti, miveleti és kormányi állapotjában. Az egész munkához Európa földképe járul magyar nyelven. Bécs, 1829–31. Tizenkét kötetben. (IX. kötet: A magyar birodalmak. Magyar-, Horvát- és Tót- (Szlavónia) ország; a Határ-őrző ezredek vidékeivel, a Tengerparti kerülettel s Erdélyország.)
- Magyarország tökélletes mutató-könyve. (Index topographicus.) Uo. 1830. Térképpel.
- A szent földi vándorló, az az Leeb Róbert cziszterczi szerzetes… utazása a szent földre és a sz. Gotthárdi cziszterczi rend régi birtokai visszanyerése. Esztergom és Pest, 1831.

Szeidemann Ferenc ciszterci apát életrajzát irta a Tudományos Gyűjteménybe (1824. IX. 119. l.)
Kézirati munkái: Vestigia Cistercii florentis, 1815. a heiligenkreuzi könyvtárban. Rajzolatja a szent kereszti cistercita barátok klastromának alsó Ausztriában (vallis nemorosa) Ligetes völgy (Heiligen Kreiz), 1817. szinezett képpel. (Dobrovszky budapesti könyvkereskedő jegyzékében 1891. nov. 1 frt 50 kr.); Gazdaságbeli hasznos közlések 1825. és Vigasztaló levele Trattner Jánoshoz ennek fia, Tamás halála fölött.